# Ріроріро рудий
Ріроріро рудий (Gerygone dorsalis) — вид горобцеподібних птахів родини шиподзьобових (Acanthizidae). Ендемік тропічних лісів Індонезії.

## Підвиди
Виділяють п'ять підвидів:
- G. d. senex Meise, 1929 (острови Калаотоа і Маду);
- G. d. kuehni Hartert, 1900 (острів Дамар);
- G. d. fulvescens Meyer, AB, 1884 (Малі Зондські острови);
- G. d. keyensis Büttikofer, 1893 (острови Кай);
- G. d. dorsalis Sclater, PL, 1883 (острови Танімбар).